# Naučná stezka Holedeč
Naučná stezka Holedeč je bývalá naučná stezka ve správním území obce Holedeč v okrese Louny v Ústeckém kraji. Byla zaměřena na ochranu vodního zdroje Holedeč a na zvířenu žijící v jejím okolí. Vedla po zpevněné cestě lesem a měřila šest kilometrů. Zrušena byla v roce 2018.

## Historie
Stezka byla založena v průběhu let 2003 a 2004 příspěvkovou organizací Městské lesy Žatec. V roce 2007 o ni začalo pečovat občanské sdružení Ekologické centrum Žatec. V letech 2010 a 2011 prošla stezka celkovou rekonstrukcí a v roce 2018 byla stezka zrušena a nahrazena kratší, 2,5 kilometru dlouhou, naučnou stezkou Lesní putování s Hopíkem.

## Trasa
Okružní stezka začínala u lesa při úpravně vody za Holedečem (50°16′34″ s. š., 13°34′17″ v. d.) a měřila šest kilometrů. Cesta byla nenáročná, vedla žateckými městskými lesy (podle nichž byla původně nazvána) a částečně se shodovala s modře značenou turistickou trasou. 
Na stezce je bylo zastávek. První dvě byly věnovány ochraně vodních zdrojů, zbývající fauně holedečských lesů.  